# Franco Selvaggi
Franco Selvaggi   (Pomarico, 15 de maig de 1953) és un ex jugador de futbol italià, jugava com a davanter.

## Carrera de club
En la seva carrera a la Serie A (1972–1986), Selvaggi va jugar al Ternana (1972–74), AS Roma (1973–74), Càller (1979–82), Torino FC (1982–84), Udinese Calcio (1984–85) , i Inter de Milà (1985–86), també jugant amb el Taranto (1974–79), i va acabar la seva carrera amb Sambenedettese (1986–87).

## Carrera internacional
Selvaggi va representar l'equip nacional de futbol sub-21 d'Itàlia dues vegades el 1980, marcant 2 gols. Amb la Selecció d'Itàlia, va guanyar 3 partits l'any 1981, debutant en un empat 0-0 a casa contra l'Alemanya de l'Est el 19 d'abril. Va ser membre de l'equip d'Itàlia que va guanyar la Copa del Món de 1982 amb Enzo Bearzot, però mai va jugar cap partit en aquest esdeveniment.

## Estil de joc
Un davanter centre petit, ràpid, dinàmic, mòbil i treballador, va excel·lir a l'hora de fer córrer en atac amb la pilota i en jugar amb els seus companys durant la construcció. arriba jugades. També va ser capaç d'aguantar la pilota d'esquena a la porteria.

## Jubilació i carrera directiva
Després de la seva retirada del futbol, Selvaggi es va convertir en entrenador de futbol.